# ليزلي كيث
ليزلي كيث (بالإنجليزية: Leslie Keith)‏ هو عازف كمان ‏ أمريكي، ولد في 30 مارس 1906، وتوفي في 28 ديسمبر 1977.

## وصلات خارجية
- ليزلي كيث على موقع ميوزك برينز (الإنجليزية)